# Phrynobatrachus hylaios
Phrynobatrachus hylaios é uma espécie de anfíbio da família Petropedetidae.
Pode ser encontrada nos seguintes países: Camarões, República do Congo, e possivelmente Angola, República Centro-Africana, Guiné Equatorial, Gabão e Nigéria.
Os seus habitats naturais são: florestas subtropicais ou tropicais húmidas de baixa altitude, pântanos subtropicais ou tropicais, regiões subtropicais ou tropicais húmidas de alta altitude, rios, pântanos, marismas de água doce, marismas intermitentes de água doce, jardins rurais, florestas secundárias altamente degradadas e canais e valas.